# Ankistrus pini
Ankistrus pini är en insektsart som beskrevs av Tsaur 1991. Ankistrus pini ingår i släktet Ankistrus och familjen kilstritar. Inga underarter finns listade i Catalogue of Life.